# Provincia Palena
Palena (Provincia de Palena) este o provincie din regiunea Los Lagos, Chile, cu o populație de 16.137 locuitori (2012) și o suprafață de 15301,9 km2.